# 彭瑞毓
彭瑞毓（?—?），湖北省武昌府江夏縣（今湖北省武漢市）人，清朝政治人物、進士出身。
咸豐二年（1852年），登壬子恩科二甲第一名進士（传胪），改庶吉士，散馆授翰林院編修。同治二年（1863年），任山西道監察御史。